# فرانس جيبسون وول
فرانس جيبسون وول (مواليد 19 ديسمبر 1998) هو مغني سويدي، مثل السويد في مسابقة الأغنية الأوروبية 2016 وحصل على المركز الخامس.

## روابط خارجية
- فرانس جيبسون وول على موقع IMDb (الإنجليزية)
- فرانس جيبسون وول على موقع روتن توميتوز (الإنجليزية)
- فرانس جيبسون وول على موقع ميوزك برينز (الإنجليزية)
- فرانس جيبسون وول على موقع أول ميوزيك (الإنجليزية)
- فرانس جيبسون وول على موقع ديسكوغز (الإنجليزية)
- فرانس جيبسون وول على موقع ديسكوغز (الإنجليزية)